# GM2A
GM2A‏ (GM2 ganglioside activator) هوَ بروتين يُشَفر بواسطة جين GM2A في الإنسان.